# Хотта, Ёсиэ
Ёсиэ Хотта (яп. 堀田善衛 Хотта Ёсиэ, 17 июля 1918 года — 5 сентября 1998 года) — японский писатель
, поэт, эссеист. Лауреат ряда профессиональных наград — премии Рюноскэ Акутагавы (1951), премии Японской академии искусств (1998) и других.

## Биография
В 1942 году окончил отделение французской литературы университета Кэйо. В студенческие годы писал стихи. Талант Хотта проявился в многоплановом социально-психологическом романе. В романе «Утрата родины» (1950) раскрывает психологическое состояние японского интеллигента, оказавшегося в Китае к моменту капитуляции Японии.
Роман «Одиночество площади» (1951) рассказывает о японской интеллигенции, её тревогах перед лицом возрождающегося милитаризма. Широкая картина японской действительности конца Второй мировой войны (1939—1945) и первых послевоенных лет дана в романе «Памятник» (1955, рус. пер. 1962). Борьбе японского народа против милитаризма посвящён роман «Из глубины бушующего моря» (1960—1961, рус. пер. 1968).
Тема хиросимской трагедии и проблема моральных последствий войны нашли отражение в романах «Суд» (1960—63, рус. пер. 1969) и «Видение на мосту» (1970). Участвовал во встречах Ассоциации писателей стран Азии и Африки.

## Избранные произведения
- 1951: Hiroba no kōdoku
- 1952: Kage no bubun
- 1952: Kankan
- 1952: Rekishi
- 1955: Jikan
- 1957: Indo de kangaeta koto
- 1963: Shimpan
- 1971: Hōjōki shiki
- 1974—77: Goya
- 1991—94: Misheru jōkan no hito
- 1998: Ra Roshufūkō kōshaku densetsu